# Pardal de l'Afganistan
El pardal de l'Afganistan (Pyrgilauda theresae) és una espècie d'ocell de la família dels passèrids (Passeridae) que habita zones obertes pedregoses i terres de conreu de les muntanyes del nord de l'Afganistan.